# Varg Königsmark
Varg Königsmark (ur. 28 kwietnia 1992) – niemiecki lekkoatleta specjalizujący się w biegu na 400 metrów przez płotki.
Na dystansie 400 metrów zajął w 2009 ósmą lokatę podczas mistrzostw świata juniorów młodszych. W 2010 w biegu płotkarskim uplasował się tuż za podium – na czwartym miejscu – mistrzostw świata juniorów (niemiecka sztafeta 4 x 400 metrów, której był członkiem zajęła na tej imprezie szóstą lokatę). Złoty (w biegu na 400 metrów przez płotki) i brązowy (w biegu rozstawnym 4 x 400 metrów) medalista mistrzostw Europy juniorów z Tallinna (2011). 
Rekord życiowy: 49,12 (13 sierpnia 2014, Zurych). 

## Osiągnięcia
| Rok  | Impreza                               | Miejsce          | Konkurencja                | Lokata     | Wynik   |
| ---- | ------------------------------------- | ---------------- | -------------------------- | ---------- | ------- |
| 2009 | Mistrzostwa świata juniorów młodszych | Tyrol Południowy | bieg na 400 m              | 8. miejsce | 48,12   |
| 2010 | Mistrzostwa świata juniorów           | Moncton          | bieg na 400 m przez płotki | 4. miejsce | 50,47   |
| 2010 | Mistrzostwa świata juniorów           | Moncton          | sztafeta 4 x 400 m         | 6 miejsce  | 3:09,08 |
| 2011 | Mistrzostwa Europy juniorów           | Tallinn          | bieg na 400 m przez płotki | 1. miejsce | 49,70   |
| 2011 | Mistrzostwa Europy juniorów           | Tallinn          | sztafeta 4 x 400 m         | 3. miejsce | 3:08,56 |
| 2013 | Młodzieżowe mistrzostwa Europy        | Tampere          | bieg na 400 m przez płotki | 6. miejsce | 49,90   |
| 2014 | Mistrzostwa Europy                    | Zurych           | bieg na 400 m przez płotki | 7. miejsce | 49,91   |